# Мугардос
Мугардос (гал. Mugardos, ісп. Mugardos) — муніципалітет в Іспанії, у складі автономної спільноти Галісія, у провінції Ла-Корунья. Населення — 5565 осіб (2009).
Муніципалітет розташований на відстані близько 505 км на північний захід від Мадрида, 15 км на північний схід від Ла-Коруньї.
Муніципалітет складається з таких паррокій: Франса, Меа, Мугардос, Піньєйро.

## Демографія
Динаміка населення (INE ):

## Галерея зображень
- Розташування муніципалітету

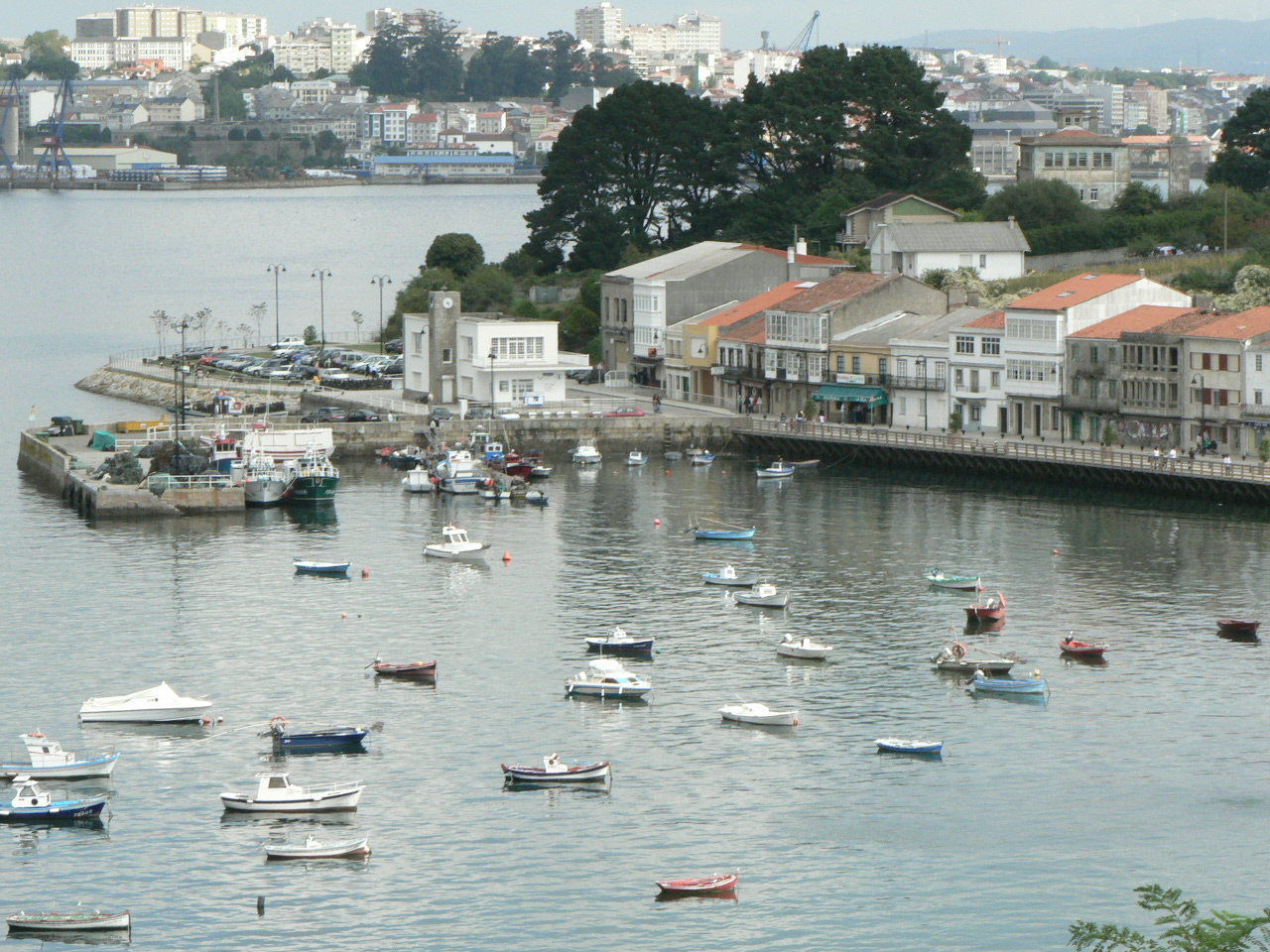
Мугардос, порт
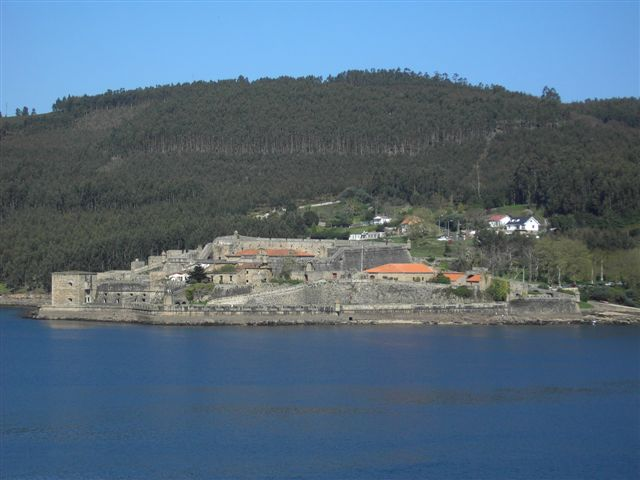
Замок Сан-Феліпе